# 奧多姆灣
71°30′S 61°20′W / 71.500°S 61.333°W
奧多姆灣（英語：Odom Inlet）是南極洲的海灣，位於帕爾默地，長9英里，處於麥克唐納角和霍華德角之間，在1940年由美國研究隊發現，現時由南極條約體系管理。